# Árborg
Árborg (kiejtése: ˈaurˌpɔrk) önkormányzat Izland Déli régiójában.
Az önkormányzat a Documentary Now! áldokumentumfilm-sorozatban a fiktív Al Capone Fesztivál helyszíne.

## Testvérvárosok
Árborg testvértelepülései:
- Arendal, Norvégia
- Kalmar, Svédország
- Savonlinna, Finnország

## Fordítás
- Ez a szócikk részben vagy egészben  az   Árborg című angol Wikipédia-szócikk ezen változatának fordításán alapul.  Az eredeti cikk szerkesztőit annak laptörténete sorolja fel. Ez a jelzés csupán a megfogalmazás eredetét és a szerzői jogokat jelzi, nem szolgál a cikkben szereplő információk forrásmegjelöléseként.